# Lista de futebolistas não nascidos na Bósnia e Herzegovina convocados para a Seleção Bósnia
Este artigo traz uma Lista com os futebolistas que não nasceram na Bósnia e Herzegovina, mas foram convocados para a Seleção nacional.

## Nacionalidade por jogador
- Em negrito os jogadores ainda em atividade pela Seleção Bósnia.

### Alemanha
| Local de nascimento          | Jogador            | Em atividade | Jogos | Gols | Notas                                                                                       | Ref.  |
| ---------------------------- | ------------------ | ------------ | ----- | ---- | ------------------------------------------------------------------------------------------- | ----- |
| Munique (Alemanha Ocidental) | Zvjezdan Misimović | 2004–2018    | 85    | 25   | Jogou também pela seleção Sub-18 da Iugoslávia e pela seleção Sub-21 de Sérvia e Montenegro | [ 1 ] |
| Berlim                       | Muhamed Bešić      | 2010–        | 45    | 0    |                                                                                             | [ 2 ] |
| Karlsruhe                    | Sead Kolašinac     | 2013–        | 43    | 0    | Jogou também pelas seleções Sub-17, Sub-19 e Sub-20 da Alemanha                             | [ 4 ] |
| Munique (Alemanha Ocidental) | Zlatan Bajramović  | 2002–2009    | 37    | 3    |                                                                                             | [ 5 ] |
| Munique (Alemanha Ocidental) | Ivica Grlić        | 2004–2007    | 16    | 2    |                                                                                             | [ 6 ] |
| Hamburgo                     | Ermedin Demirović  | 2021–        | 10    | 0    |                                                                                             | [ 7 ] |
| Colônia                      | Damir Sadiković    | 2021–        | 1     | 0    |                                                                                             | [ 8 ] |

### Áustria
| Local de nascimento | Jogador           | Em atividade | Jogos | Gols | Notas | Ref.  |
| ------------------- | ----------------- | ------------ | ----- | ---- | ----- | ----- |
| Salzburgo           | Jusuf Gazibegović | 2021–        | 2     | 0    |       | [ 9 ] |

### Bélgica
| Local de nascimento | Jogador        | Em atividade | Jogos | Gols | Notas                                                           | Ref.   |
| ------------------- | -------------- | ------------ | ----- | ---- | --------------------------------------------------------------- | ------ |
| Liège               | Deni Milošević | 2018–        | 11    | 1    | Jogou também pelas seleções Sub-16, Sub-17 e Sub-18 da Bélgica. | [ 11 ] |

### Brasil
| Local de nascimento | Jogador        | Em atividade | Jogos | Gols | Notas                           | Ref.   |
| ------------------- | -------------- | ------------ | ----- | ---- | ------------------------------- | ------ |
| Ilhéus              | Ricardo Baiano | 2004         | 1     | 0    | Naturalizou-se bósnio em 2004.. | [ 14 ] |

### Croácia
| Local de nascimento          | Jogador          | Em atividade | Jogos | Gols | Notas                                                           | Ref.   |
| ---------------------------- | ---------------- | ------------ | ----- | ---- | --------------------------------------------------------------- | ------ |
| Dubrovnik ( Iugoslávia)      | Emir Spahić      | 2003–2018    | 94    | 6    |                                                                 | [ 15 ] |
| Zagreb ( Iugoslávia)         | Jasmin Mujdža    | 1998–2000    | 37    | 0    |                                                                 | [ 16 ] |
| Sinj ( Iugoslávia)           | Mirko Hrgović    | 2003–2009    | 29    | 3    |                                                                 | [ 17 ] |
| Dubrovnik ( Iugoslávia)      | Elvis Sarić      | 2018–        | 19    | 1    |                                                                 | [ 18 ] |
| Imotski ( Iugoslávia)        | Ivan Radeljić    | 2007–2009    | 10    | 0    | Jogou também pela seleção Sub-20 da Croácia                     | [ 19 ] |
| Zagreb ( Iugoslávia)         | Mensur Mujdža    | 2010–2015    | 9     | 0    | Jogou também pelas seleções Sub-20 e Sub-21 da Croácia          | [ 21 ] |
| Split                        | Branimir Cipetić | 2020–        | 7     | 0    |                                                                 |        |
| Split                        | Luka Menalo      | 2018–        | 8     | 2    |                                                                 | [ 22 ] |
| Slavonski Brod ( Iugoslávia) | Mario Vrančić    | 2015–        | 6     | 0    | Jogou também pelas seleções Sub-17, Sub-19 e Sub-20 da Alemanha | [ 24 ] |
| Slavonski Brod ( Iugoslávia) | Damir Vrančić    | 2012         | 4     | 0    |                                                                 | [ 25 ] |
| Split ( Iugoslávia)          | Ivan Medvid      | 2001–2005    | 3     | 0    | Jogou também pela seleção Sub-21 da Croácia                     | [ 26 ] |
| Slavonski Brod ( Iugoslávia) | Dario Purić      | 2010         | 1     | 0    |                                                                 | [ 27 ] |
| Split ( Iugoslávia)          | Dragan Stojkić   | 2002         | 1     | 0    |                                                                 | [ 28 ] |

### Dinamarca
| Local de nascimento | Jogador             | Em atividade | Jogos | Gols | Notas | Ref.   |
| ------------------- | ------------------- | ------------ | ----- | ---- | ----- | ------ |
| Nexø                | Amir Hadžiahmetović | 2020–        | 15    | 0    |       | [ 29 ] |

### Eslovênia
| Local de nascimento | Jogador    | Em atividade | Jogos | Gols | Notas                                                               | Ref.   |
| ------------------- | ---------- | ------------ | ----- | ---- | ------------------------------------------------------------------- | ------ |
| Ljubljana           | Dino Hotić | 2019–        | 2     | 0    | Jogou também pelas seleções Sub-17, Sub-19, Sub-20 e B da Eslovênia | [ 31 ] |

### Espanha
| Local de nascimento | Jogador      | Em atividade | Jogos | Gols | Notas | Ref.   |
| ------------------- | ------------ | ------------ | ----- | ---- | ----- | ------ |
| San Sebastián       | Kenan Kodro  | 2017–        | 10    | 2    |       | [ 32 ] |
| Valladolid          | Elvir Koljić | 2018–        | 4     | 0    |       | [ 33 ] |

### França
| Local de nascimento | Jogador      | Em atividade | Jogos | Gols | Notas | Ref.   |
| ------------------- | ------------ | ------------ | ----- | ---- | ----- | ------ |
| Estrasburgo         | Sanel Jahić  | 2008–2012    | 23    | 1    |       | [ 34 ] |
| Belfort             | Sanjin Prcić | 2014–        | 11    | 0    |       | [ 35 ] |

### Macedônia do Norte
| Local de nascimento | Jogador            | Em atividade | Jogos | Gols | Notas | Ref.   |
| ------------------- | ------------------ | ------------ | ----- | ---- | ----- | ------ |
| Prilep              | Haris Hajradinović | 2019–        | 5     | 1    |       | [ 36 ] |

### Portugal
| Local de nascimento | Jogador        | Em atividade | Jogos | Gols | Notas | Ref.   |
| ------------------- | -------------- | ------------ | ----- | ---- | ----- | ------ |
| Viseu               | Dino Beširović | 2018–        | 4     | 0    |       | [ 37 ] |

### Sérvia
| Local de nascimento                           | Jogador             | Em atividade | Jogos | Gols | Notas | Ref.   |
| --------------------------------------------- | ------------------- | ------------ | ----- | ---- | ----- | ------ |
| Subotica ( Iugoslávia)                        | Ninoslav Milenković | 2004–2006    | 15    | 0    |       | [ 38 ] |
| Belgrado ( Iugoslávia)                        | Dušan Kerkez        | 2004–2006    | 5     | 0    |       | [ 39 ] |
| Prijepolje ( Iugoslávia)                      | Almir Gredić        | 2000–2005    | 4     | 0    |       | [ 40 ] |
| Novi Pazar ( Iugoslávia)                      | Albin Pelak         | 2002–2005    | 2     | 0    |       | [ 41 ] |
| Novi Pazar ( República Federal da Iugoslávia) | Almedin Ziljkić     | 2020–        | 2     | 0    |       | [ 42 ] |
| Belgrado ( Iugoslávia)                        | Vladimir Karalić    | 2007         | 1     | 0    |       | [ 43 ] |
| Bečej ( Iugoslávia)                           | Ilija Prodanović    | 2009         | 1     | 0    |       | [ 44 ] |

### Suécia
| Local de nascimento | Jogador             | Em atividade | Jogos | Gols | Notas                                                         | Ref.   |
| ------------------- | ------------------- | ------------ | ----- | ---- | ------------------------------------------------------------- | ------ |
| Malmö               | Dennis Hadžikadunić | 2020–        | 14    | 0    | Jogou também pelas seleções Sub-17, Sub-19 e Sub-21 da Suécia | [ 45 ] |
| Malmö               | Anel Ahmedhodžić    | 2020–        | 12    | 0    | Jogou também pelas seleções Sub-17, Sub-19 e Sub-21 da Suécia | [ 46 ] |
| Sölvesborg          | Adi Nalić           | 2021–        | 7     | 0    | Jogou também pelas seleções Sub-17, Sub-19 e Sub-21 da Suécia | [ 47 ] |

### Suíça
| Local de nascimento | Jogador           | Em atividade | Jogos | Gols | Notas                                                        | Ref.   |
| ------------------- | ----------------- | ------------ | ----- | ---- | ------------------------------------------------------------ | ------ |
| Brugg               | Izet Hajrović     | 2013–        | 27    | 6    | Jogou também pelas seleções Sub-20 e Sub-21 da Suíça         | [ 48 ] |
| Bellinzona          | Danijel Milićević | 2016–        | 3     | 0    | Jogou também pelas seleções Sub-19, Sub-20 e Sub-21 da Suíça | [ 50 ] |
| Rorschach           | Daniel Pavlović   | 2017–        | 2     | 0    | Jogou também pelas seleções Sub-19, Sub-20 e Sub-21 da Suíça | [ 52 ] |

## Por país
| País             | Total |
| ---------------- | ----- |
| Croácia          | 13    |
| Alemanha         | 7     |
| Sérvia           | 7     |
| Suécia           | 3     |
| Suíça            | 3     |
| França           | 2     |
| Espanha          | 2     |
| Áustria          | 1     |
| Bélgica          | 1     |
| Brasil           | 1     |
| Dinamarca        | 1     |
| Predefinição:NMK | 1     |
| Portugal         | 1     |
| Eslovênia        | 1     |